# 111 West 57th Street
Il 111 West 57th Street è un grattacielo residenziale a Midtown Manhattan, situato nella città di New York. L'edificio, progettato da SHoP Architects, è noto anche come Steinway Tower poiché la nuova struttura del grattacielo incorpora alla base lo storico Steinway Building risalente al 1925, nonché sede del primo negozio della celebre casa di produzione di pianoforti Steinway & Sons. Questo storico edificio in art déco è stato vincolato come Historical Landmark negli anni precedenti e pertanto non è stato abbattuto ma incorporato nel basamento del nuovo grattacielo.

## Storia
Nel maggio 2005 Investcorp e Ceebraid-Signal acquistarono il Ritz Fur Shop, un edificio di un piano adiacente allo Steinway Building, per 23 milioni di dollari. Un anno più tardi, nell'ottobre 2006, la proprietà venne acquistata da Starwood Capital Group per 52 milioni. Poco dopo, il Ritz Fur Shop venne demolito per lasciare spazio alla costruzione di un hotel di lusso, ma il progetto fu bloccato a causa della crisi finanziaria del 2007-2008. Nel maggio 2012 Starwood vendette una partecipazione di maggioranza nel progetto a JDS Development Group per 40 milioni di dollari. A fine 2012 Steinway & Sons annunciò che avrebbe messo in vendita lo Steinway Building per 46 milioni di dollari e nel marzo 2013 l'edificio fu acquistato da una joint venture tra JDS Development, PMG e Arthur P. Becker. Nel settembre 2013 il The Wall Street Journal pubblicò i rendering del nuovo progetto, una torre alta 410 metri per appartamenti di lusso.
La costruzione dell'edificio, in origine noto come 107 West 57th Street, ebbe inizio nel febbraio 2014, insieme al parziale smantellamento degli interni dello Steinway Building che, come da progetto, venne restaurato e incorporato nella base della nuova torre e per la cui costruzione nel luglio 2014 venne installata la più grande gru autoportante mai utilizzata a New York. Nel maggio 2015 la Building and Construction Trades Council of Greater New York criticò lo sviluppatore dell'edificio per non aver dato un'adeguata formazione ai lavoratori nel campo della sicurezza e per aver usato solo lavoratori non iscritti a un sindacato. Nell'ottobre 2019 si svolse la cerimonia di topping out. A inizio 2020 la pandemia di COVID-19 causò un rallentamento nei lavori. La costruzione dell'edificio venne completata nell'aprile 2022.

## Descrizione
Progettato dallo studio SHoP Architects, l'edificio è caratterizzato dal profilo dei lati nord e sud, la cui profondità diminuisce con l'altezza, dando l'idea che il grattacielo scompaia nel cielo; il prospetto che invece affaccia su Central Park continua regolare fino alla cima dell'edificio. Con un'altezza di 435 metri e una base larga 17,91 metri, è il grattacielo più sottile al mondo grazie a un rapporto tra base e altezza di 1:24. Il prospetto principale della torre è in vetro con pilastri in terracotta smaltata, mentre quella dello storico Steinway Building è in calcare dell'Indiana e in granito rosa.
L'edificio conta 60 unità abitative di lusso. Le prime 14 sono situate nello Steinway Building inglobato alla base dell'edificio, mentre le restanti 46 nella torre. Gli interni sono stati progettati dallo Studio Sofield. Il critico Paul Goldberger ha descritto gli interni del 111 West 57th Street come "probabilmente i più eleganti" tra quelli delle altre costruzioni previste sulla 57th Street e nell'area intorno a Central Park, inclusi il 432 Park Avenue e il One57. Gli interni prevedono anche molti spazi comuni come un'ampia hall con reception, una palestra su due piani, una piscina coperta con attigua spa, un campo da tennis interno e ampi saloni polifunzionali. Sulla sommità della torre è presente uno smorzatore da 800 tonnellate per fornire stabilità in caso di forte vento o di un evento sismico.